# Maratona aquática no Campeonato Mundial de Esportes Aquáticos de 2015
Os eventos da maratona aquática no Campeonato Mundial de Esportes Aquáticos de 2015 ocorreram entre 25 e 1 de agosto de 2015 em Cazã, Rússia. 

## Calendário
| Julho/Agosto de 2015 | 24 | 25 | 26 | 27 | 28 | 29 | 30 | 31 | 01 | 02 | 03 | 04 | 05 | 06 | 07 | 08 | 09 | T |
| -------------------- | -- | -- | -- | -- | -- | -- | -- | -- | -- | -- | -- | -- | -- | -- | -- | -- | -- | - |
| Maratona aquática    |    | 2  |    | 1  | 1  |    | 1  |    | 2  |    |    |    |    |    |    |    |    | 7 |

## Eventos
Sete provas foram no evento. 
| Prova           | Dia         |
| --------------- | ----------- |
| 5 km feminino   | 25 de julho |
| 5 km masculino  | 25 de julho |
| 10 km masculino | 27 de julho |
| 10 km feminino  | 28 de julho |
| 5 km por equipe | 30 de julho |
| 25 km masculino | 1 de agosto |
| 25 km feminino  | 1 de agosto |

## Medalhistas
Masculino
| Evento         | Ouro                  | Ouro      | Prata              | Prata     | Bronze                  | Bronze      |
| 5 km detalhes  | RSA Chad Ho           | 55:17.6   | CAN Rob Muffels    | 55:17.6   | GER Matteo Furlan       | 55:20.0     |
| 10 km detalhes | USA Jordan Wilimovsky | 1:49:48.2 | NED Ferry Weertman | 1:50:00.3 | GRE Spyridon Gianniotis | 1: 50: 00,7 |
| 25 km detalhes | ITA Simone Ruffini    | 4:53:10.7 | USAlex Meyer       | 4:53:15.1 | ITA Matteo Furlan       | 4:54:38.0   |

Feminino
| Evento         | Ouro                  | Ouro        | Prata                     | Prata       | Bronze                | Bronze      |
| 5 km detalhes  | USA Haley Anderson    | 58:48.4     | GRE Kalliopi Araouzou     | 58:49.8     | GER Finnia Wunram     | 58:51.0     |
| 10 km detalhes | FRA Aurélie Muller    | 1: 58: 04.3 | NED Sharon van Rouwendaal | 1: 58: 06.7 | BRA Ana Marcela Cunha | 1: 58: 26,5 |
| 25 km detalhes | BRA Ana Marcela Cunha | 5:13:47.3   | HUN Anna Olasz            | 5:14:13.4   | GER Angela Maurer     | 5:15:07.6   |

Equipe mista (Masculino e Feminino)
| Evento        | Ouro                                              | Ouro    | Prata                                                    | Prata   | Bronze    | Bronze    |
| 5 km detalhes | GER Rob Muffels Christian Reichert Isabelle Härle | 55:14.4 | BRA Allan do Carmo Diogo Villarinho Ana Marcela Cunha    | 55:31.2 | Não houve | Não houve |
| 5 km detalhes | GER Rob Muffels Christian Reichert Isabelle Härle | 55:14.4 | NED Marcel Schouten Ferry Weertman Sharon van Rouwendaal | 55:31.2 | Não houve | Não houve |

## Quadro de medalhas
| Ordem | País           | Medalha de ouro | Medalha de prata | Medalha de bronze | Total |
| ----- | -------------- | --------------- | ---------------- | ----------------- | ----- |
| 1     | Estados Unidos | 2               | 1                | 0                 | 3     |
| 2     | Alemanha       | 1               | 1                | 2                 | 4     |
| 3     | Brasil         | 1               | 1                | 1                 | 3     |
| 4     | Itália         | 1               | 0                | 2                 | 3     |
| 5     | França         | 1               | 0                | 0                 | 1     |
| 5     | África do Sul  | 1               | 0                | 0                 | 1     |
| 6     | Países Baixos  | 0               | 3                | 0                 | 3     |
| 7     | Grécia         | 0               | 1                | 1                 | 2     |
| 8     | Hungria        | 0               | 1                | 0                 | 1     |
| Total | Total          | 7               | 8                | 6                 | 21    |